# José Llanusa
José Llanusa, né le 11 août 1925, à La Havane, à Cuba et décédé le 14 juillet 2007, à La Havane, est un ancien joueur cubain de basket-ball.